# Kerbscher Berg
Der Kerbsche Berg ist ein Berg bei Dingelstädt im Landkreis Eichsfeld.

## Lage
Der Kerbsche Berg ist eine kleine Anhöhe im Unstruttal an der Kreisstraße K 220 zwischen Dingelstädt und Kefferhausen und erhebt sich nur ungefähr 20 Meter über dem Tal. Er liegt auf der Ostabdachung des Oberen Eichsfeldes am Übergang zum nördlich gelegenen Dün und stellt geologisch eine abgesunkene Scholle des Oberen Muschelkalkes dar. Westlich verläuft die ehemalige Bahnstrecke Leinefelde–Treysa mit einem Viadukt über der Kefferhäuser Straße, südlich an der Unstrut befindet sich die Kerbsche Mühle. Im nördlich angrenzenden Rieth treten einige Quellen zutage, wie der Saubrunnen.

## Namensherkunft
Der Kerbsche Berg hieß ursprünglich Kirchbergischer Berg und verweist auf eine frühe Kirche auf dem Berg. Über die Jahrhunderte wird der Berg in den Urkunden mit häufig wechselnden Schreibweisen erwähnt. Durch verschiedene Abwandlungen und Auslassung von Silben innerhalb des thüringischen Dialektgebietes entstand die heute gebräuchliche Bezeichnung Kerbscher Berg.

## Geschichte

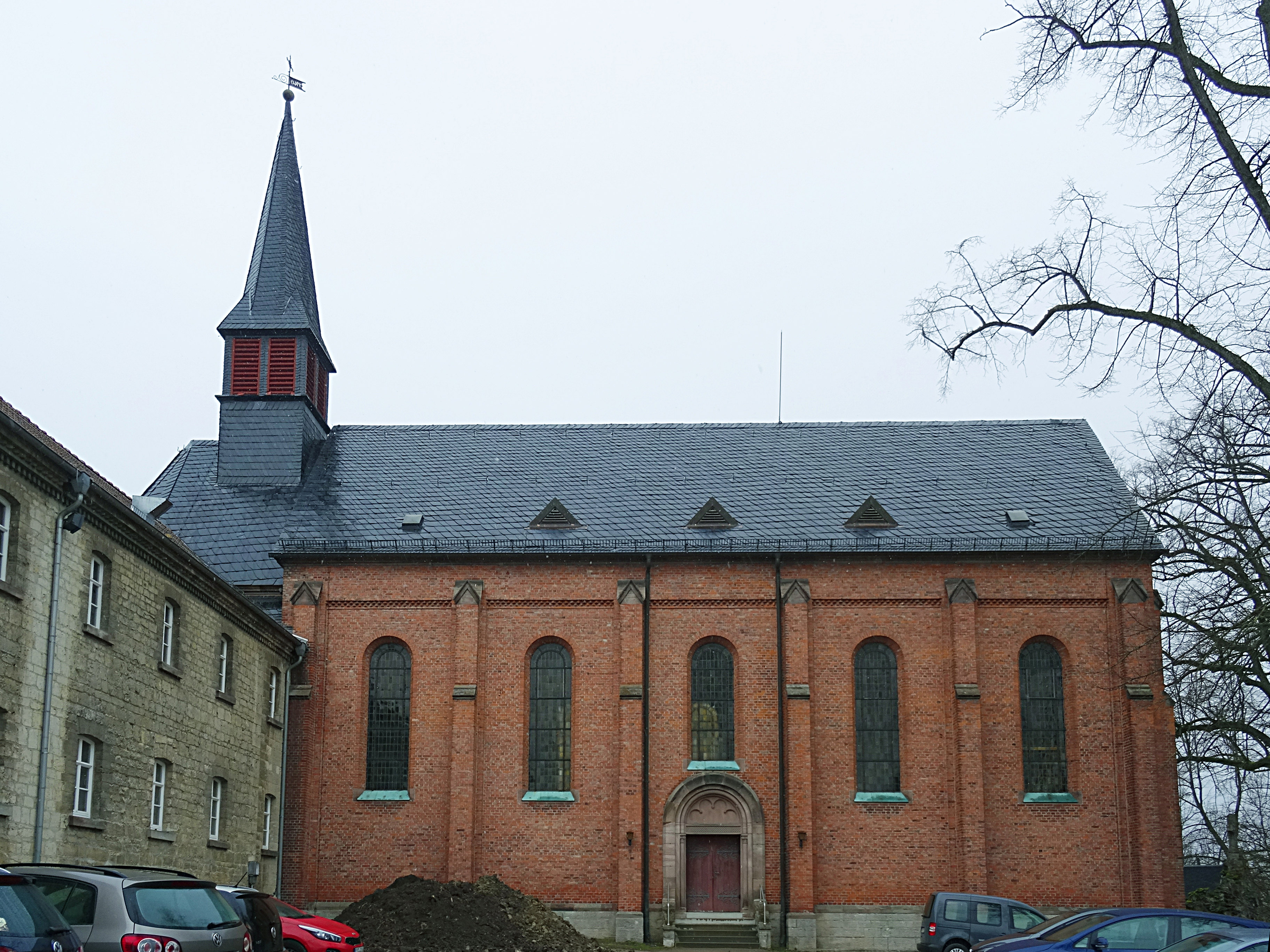
Klosterkirche Kerbscher Berg

Von 1864 bis 1994 befand sich auf dem Berg ein Franziskanerkloster.

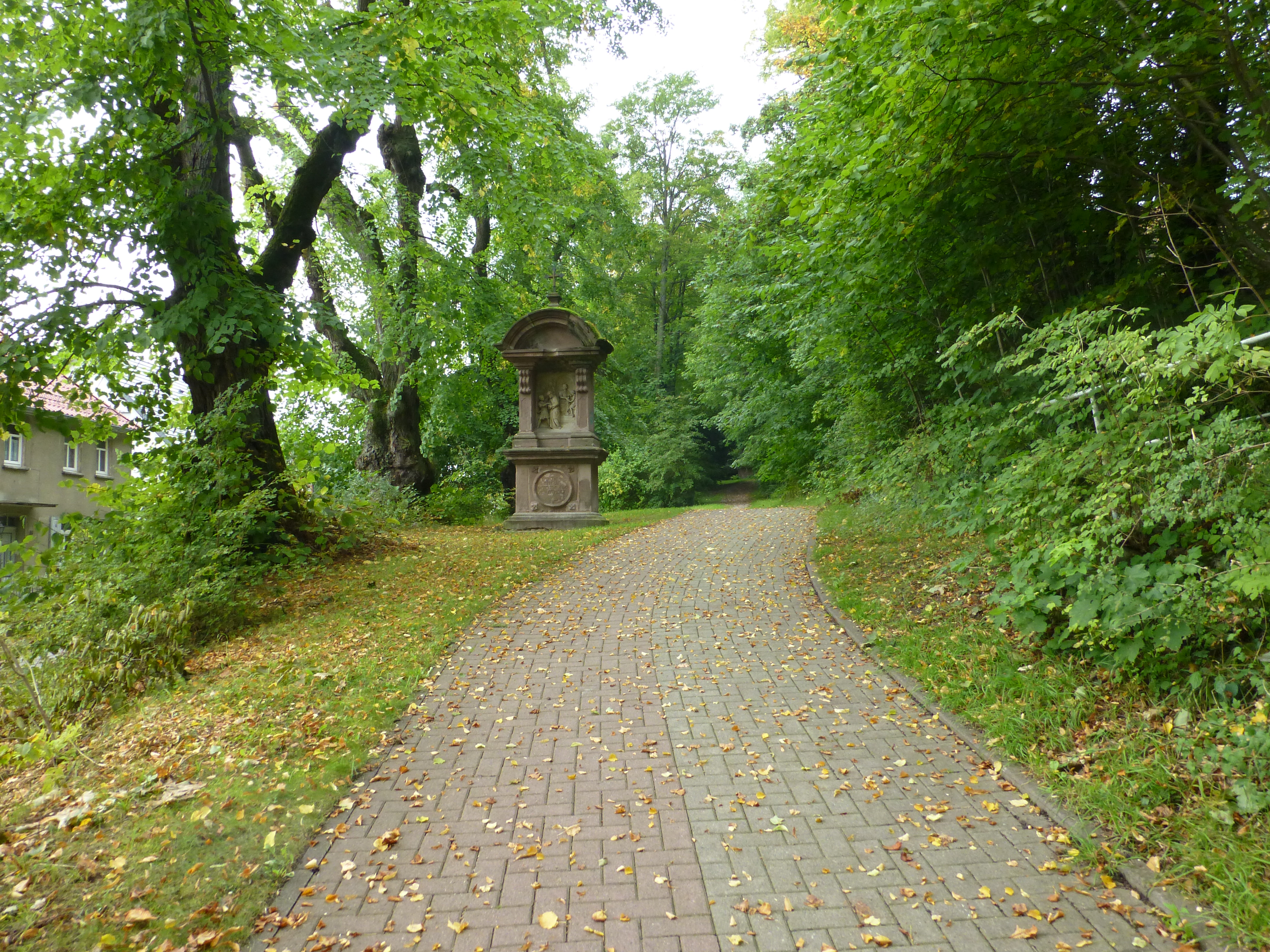
Stationsweg hinauf zum ehemaligen Kloster

Die Geschichte der Bebauung und Nutzung der strategischen Vorteile der Berglage geht zurück bis in die frühgeschichtliche Zeit, vermutlich befand sich dort auch eine germanische Kultstätte, die zum Thing (Gaugericht) Dingelstädt gehörte. In der fränkischen Zeit erfolgte eine erste Besiedlung um den Berg herum, nordwestlich der Bergkuppe entstand das Dorf Kirchberg.
Nahe dem Berg wurden 1906 Reihengräber aus dem 8. Jahrhundert mit Waffenbeigaben gefunden. Ohne schriftliche Quellenangaben, aber archäologisch gesichert ist auf der Bergkuppe ein äußerer Wall aus der Zeit vom 9. bis 10. Jahrhundert. Der Bergsporn wird dabei durch einen zusätzlichen Wall vom angrenzenden Berghang getrennt. Dabei könnte es sich um eine Volks- oder Fluchtburg gehandelt haben. Vor 800 n. Chr. wurde auf dem Berg eine kleine, dem Heiligen Martin geweihte Kirche errichtet. Ob die im 10. und 11. Jahrhundert ausgestellten königlichen Urkunden dem hiesigen Kirchberg oder den anderen thüringischen gleichnamigen Orten (Kirchberg bei Jena oder Sondershausen) zugeordnet werden können, ist nicht zweifelsfrei möglich. Zwischen 1134 und 1464 finden sich urkundliche Erwähnungen des Ortes und der Herren von Kirchberg. Sie hatten hier einen befestigten Herrensitz oder Burgteil (Burg Kirchberg), ein kleiner Rundwall innerhalb des Außenwalles deutet auf eine Zeit im 9. bis 11. Jahrhundert hin. Wegen der Baumaßnahmen zur Errichtung des Klosters innerhalb des Rundwalles findet man heute keine Hinweise mehr über eine etwaige Bebauung der Burg.
Neben den Herren von Kirchberg besaßen noch weitere Adelsgeschlechter Güter oder Besitzungen in Kirchberg, wie die von Bültzingslöwen, Tastungen, Worbis und andere. Wann genau das Dorf aufgegeben wurde, ist nicht bekannt, ab Anfang des 16. Jahrhunderts finden sich keine Erwähnungen mehr. Die Bewohner siedelten sich in Dingelstädt an und deren Gemarkung vergrößerte sich dadurch deutlich. Ende des 17. Jahrhunderts wird nur noch eine Kirche erwähnt, die aber in einem schlechten Zustand war.
Im Jahre 1701 wurde eine neue Kapelle zum „Hl. Martin“ errichtet; 1752 bis 1764 erfolgte die Errichtung eines Kreuzweges aus Sandstein um den Kerbschen Berg herum. In den Jahren 1763 und 1764 wurden die ersten 80 Linden am Berg gepflanzt, 1813 eine Helena-Grotte als 15. Station des Kreuzweges errichtet und 1824 eine neue Kapelle mit dem Titel „Zum heiligen Kreuz“ eingeweiht.
Zwischen 1887 und 1903 wurden Grotten am Osthang des Berges errichtet, 1911 am Fuße des Berges eine Franziskanerstatue von Josef Neyer. Seit 1997 befindet sich dort ein Familienzentrum des Bistums Erfurt.

## Sonstiges
Die auf dem Kerbschen Berg erbaute Marienkirche ist von einem Ring aus etwa 150 alten Lindenbäumen umgeben, deren geschätztes Alter jetzt etwa 275 Jahre beträgt. Die Anlage stellt ein Naturdenkmal dar. Entstehende Lücken wurden durch Nachpflanzungen geschlossen, sodass stets etwa 200 Bäume vorhanden sind. Zu den weiteren Sehenswürdigkeiten des Berges gehört der im 18. Jahrhundert errichtete Kreuzweg mit 15 Stationen und insgesamt fünf Grotten. Reste einer historischen Wallanlage sind noch heute erkennbar.

## Kerbsche Mühle

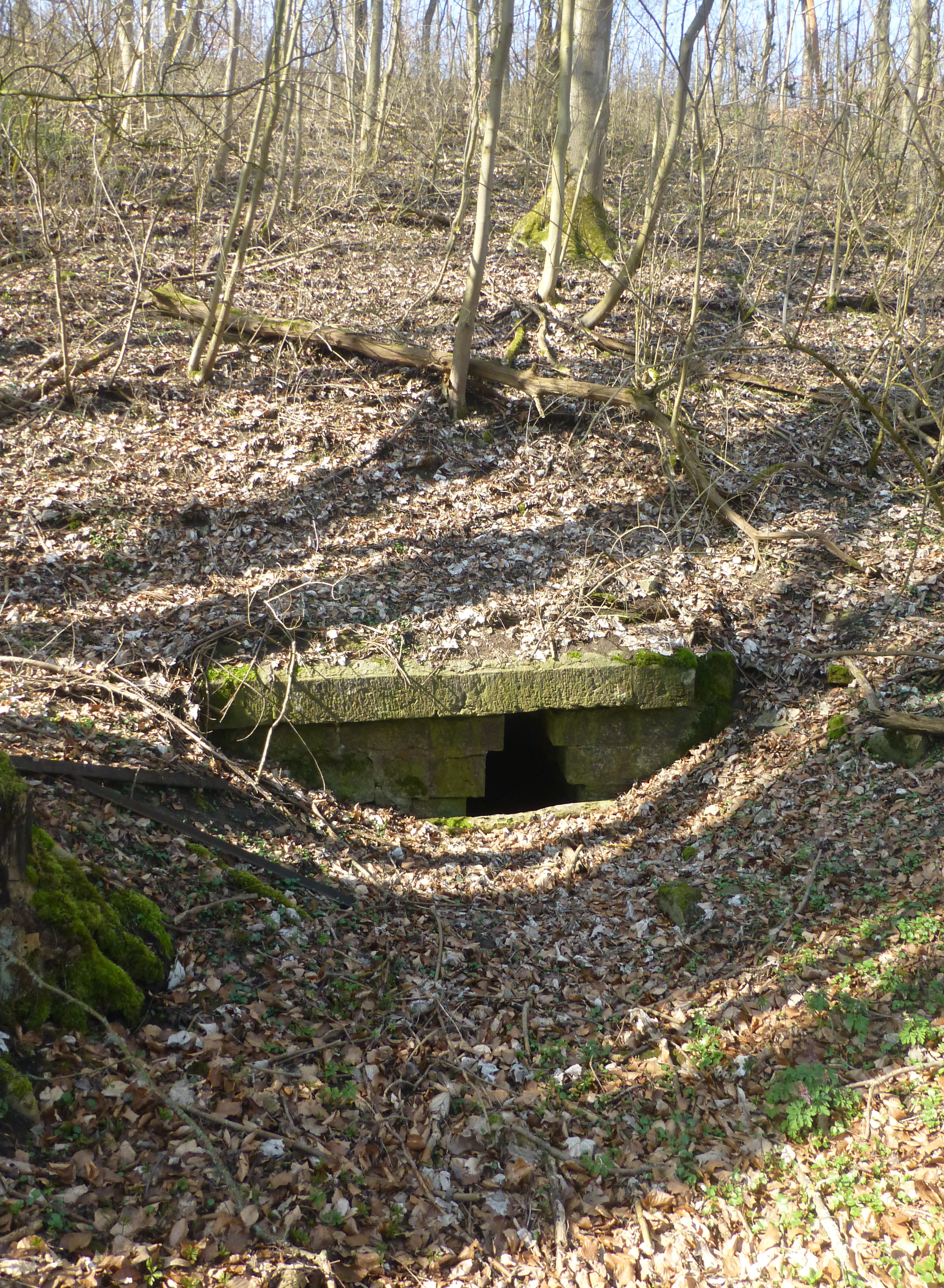
Der Mühlkanal führt durch den Bahndamm zur Kerbschen Mühle

Die Mühle südlich des Kerbschen Berges gehörte vermutlich zum untergegangenen Dorf Kirchberg und wurde um das Jahr 1400 erstmals erwähnt. Danach gehörte sie zu Dingelstädt. Sie wurde in eine Walkmühle umfunktioniert und um 1900 wurde mit dem Niedergang der Tuchindustrie im Eichsfeld deren Betrieb eingestellt. 1905 wurde in der Mühle eine Mehlwurmzucht eingerichtet. Die Larven der Käfer wurden als Tierfutter verkauft sowie Nebenprodukte als Fischfutter und Dünger. Nach 1918 wurde eine Turbine für die Nutzung der Wasserkraft eingebaut und eingeschränkt auch wieder der Malbetrieb aufgenommen. Zusätzlich wurde für den Betrieb eines Sägewerkes ein Sägegatter angeschafft. 1976 wurde die Mühle stillgelegt, die Mehlwurmzucht und das Sägewerk aber noch einige Jahre weiter betrieben. Der für den Betrieb notwendige Mühlgraben wurde bereits unterhalb der Kefferhäuser Elisenmühle von der Unstrut abgezweigt. Teile des Mühlgrabens sind noch vorhanden und führt parallel zur Unstrut mittels eines kleinen Kanals durch den Bahndamm der Bahnstrecke Dingelstädt-Küllstedt.